# تبعثر مي

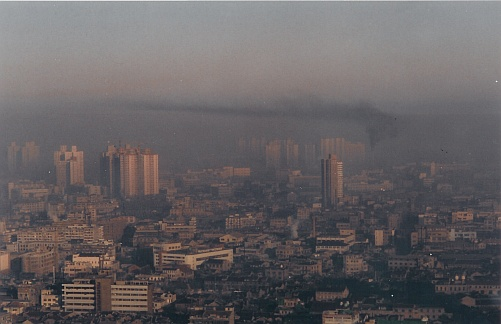

يعتبر تبعثر مي حل لمعادلات ماكسويل والذي يصف تبعثر الأشعة الكهرومغناطيسية ضمن كرة. وقد اشتق الحل عن طريق سلسلة تحليلية لانهائية. وقد سمي هذا التبعثر على اسم غوستاف مي
يستخدم أحياناً اسم نظرية مي على الرغم من عدم صحة هذه الاسم لأن تبعثر مي يشير إلى حل لمعادلات ماكسويل. حاليا، يستخدم مصطلح «حل مي» ضمن سياقات أوسع، على سبيل المثال عند مناقشة لحلول معادلات ماكسويل للنثر ضمن مجالات طبقية أو فراغ اسطواني لانهائي، أو عند التعامل مع المشاكل نثر يتطلب حلها استخدام دقيق لمعادلات ماكسويل.

## كود تبعثر مي
يمكن توظيف حلول مي بكتابة عدد من الكودات البرمجية مثل فورتران وماتلاب وماثماتيكا. وتكون هذه الحلول على شكل سلسلة لانهائية وتضمن حساب تابع طور التبعثر، والتخميد والامتصاص والفاعلية بالإضافة إلى بارامترات أخرى. كما يتضمن الاستخدام الحالي لتبعثر مي حلول تقريبية لمعادلات ماكسويل

## اقرأ أيضاً
- غوستاف مي